# 嘉薈軒

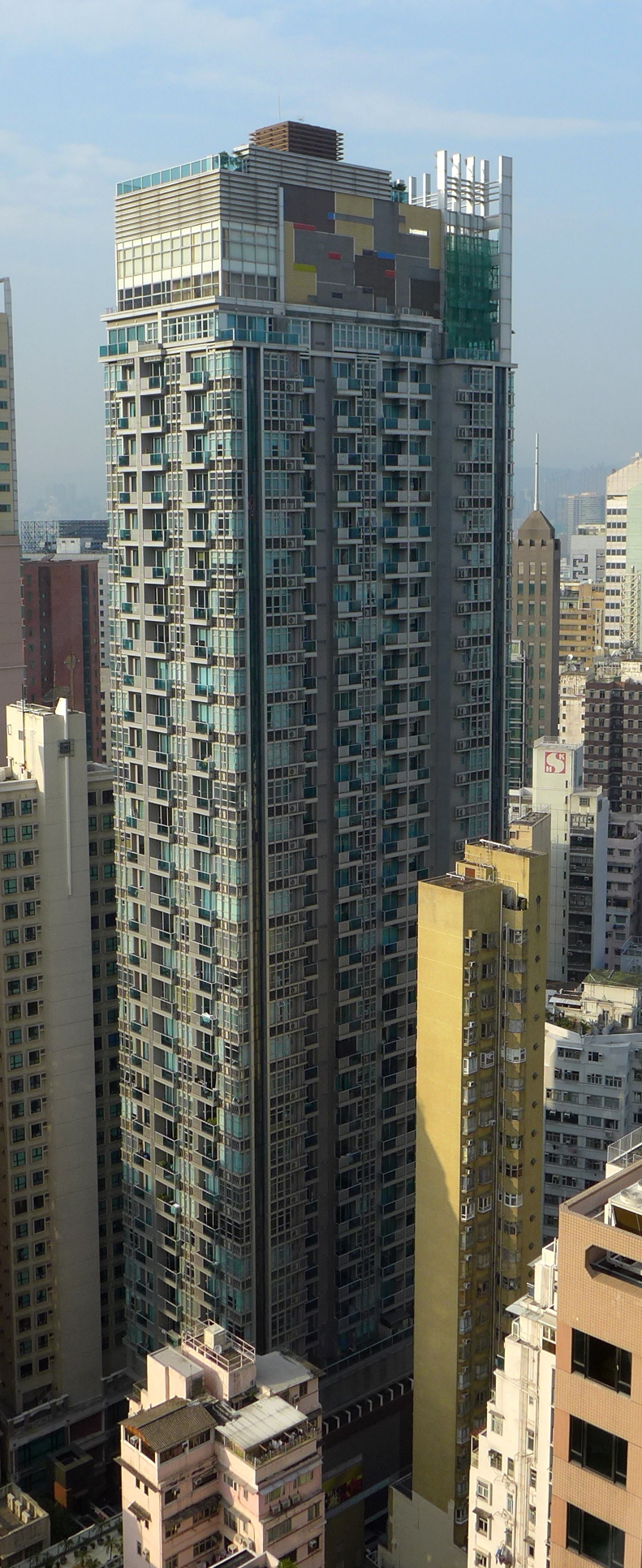
嘉薈軒

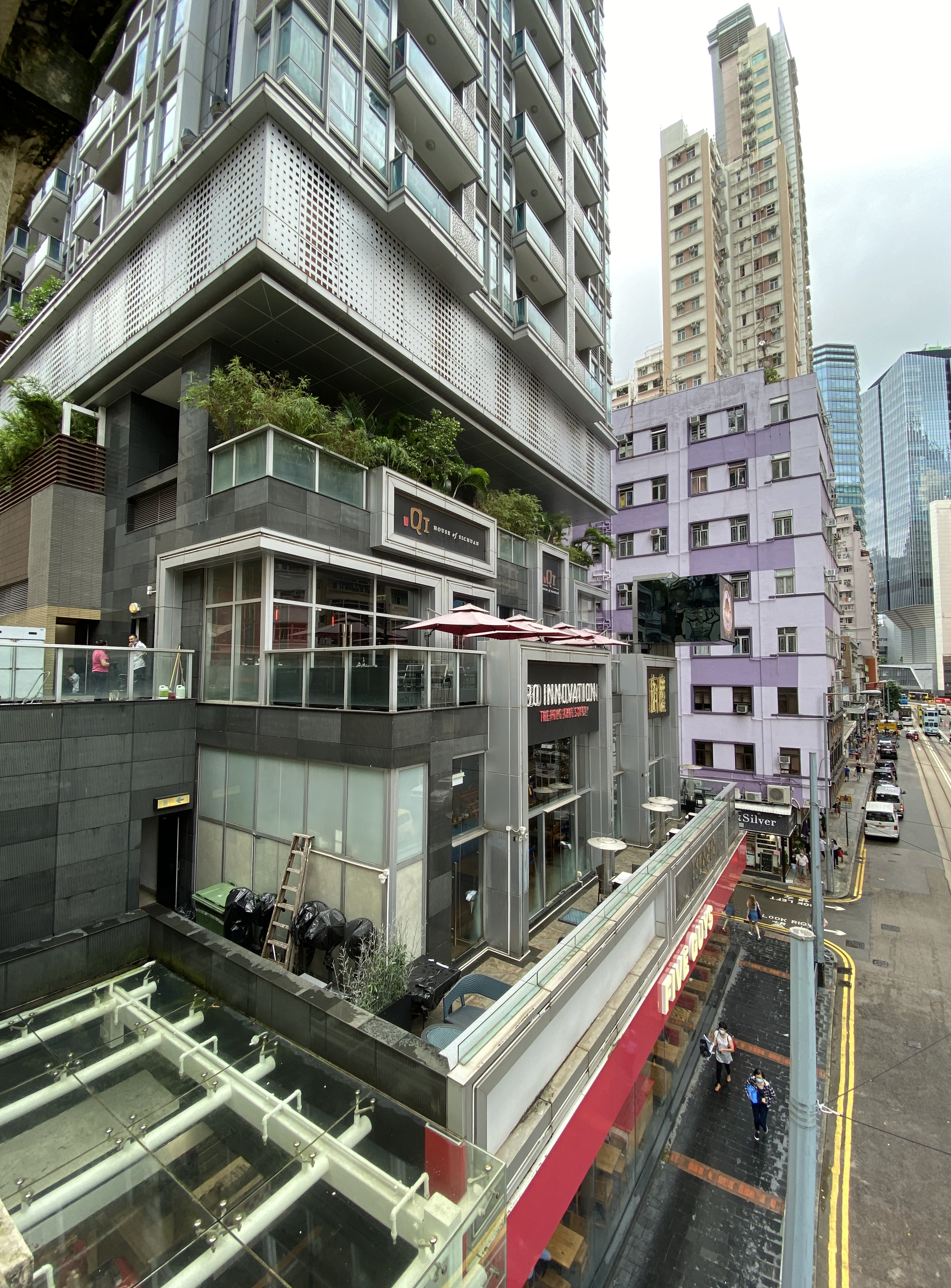
嘉薈軒基座的餐廳

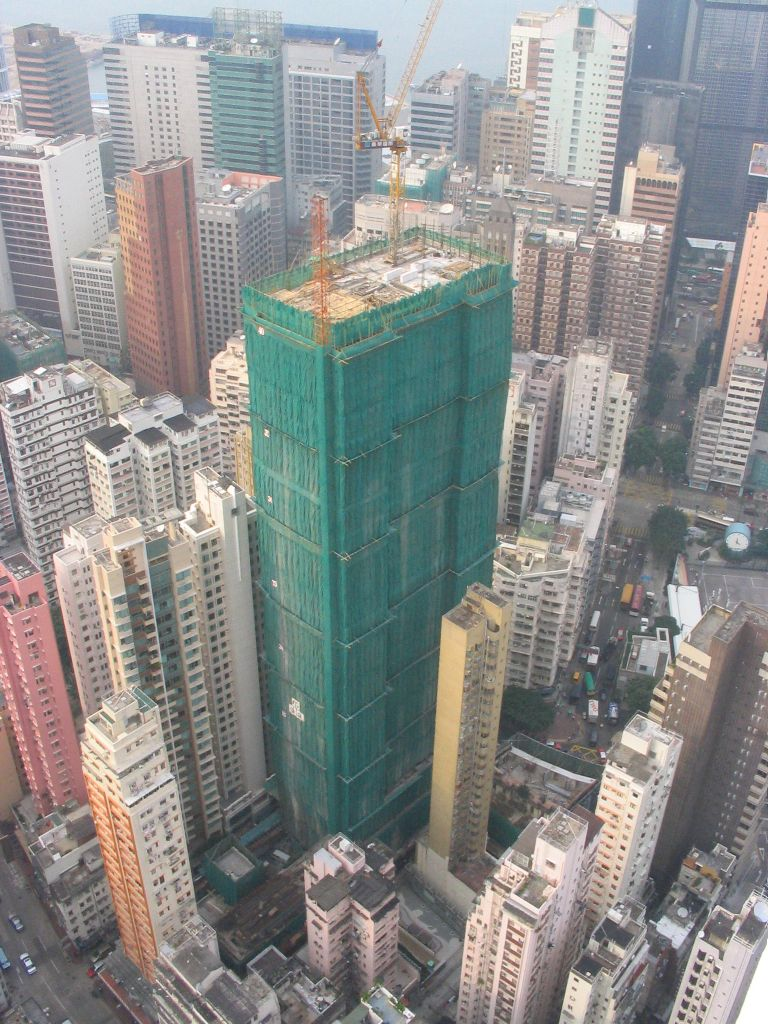
興建中之嘉薈軒，此圖拍攝於2006年10月

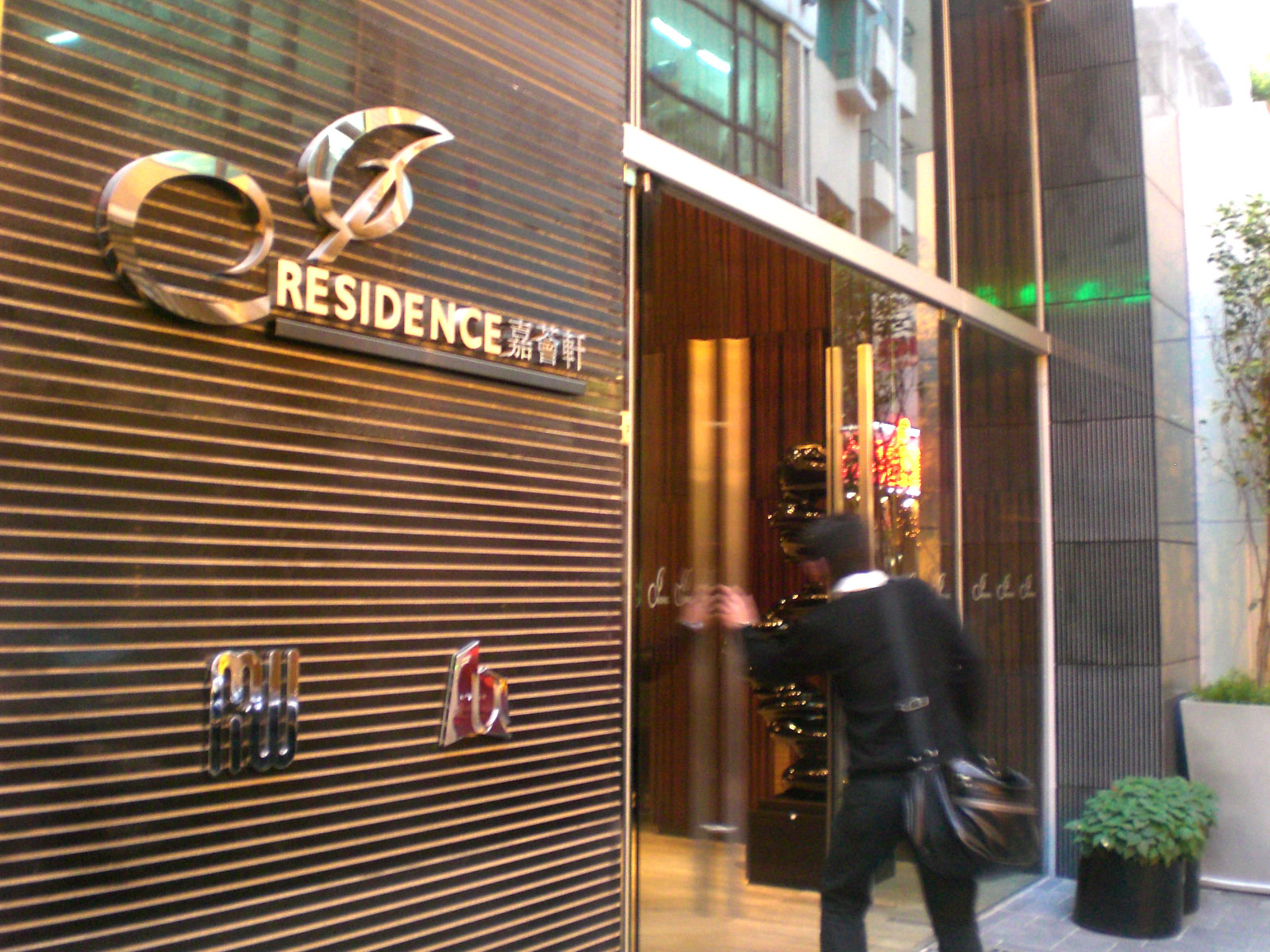
嘉薈軒住宅入口

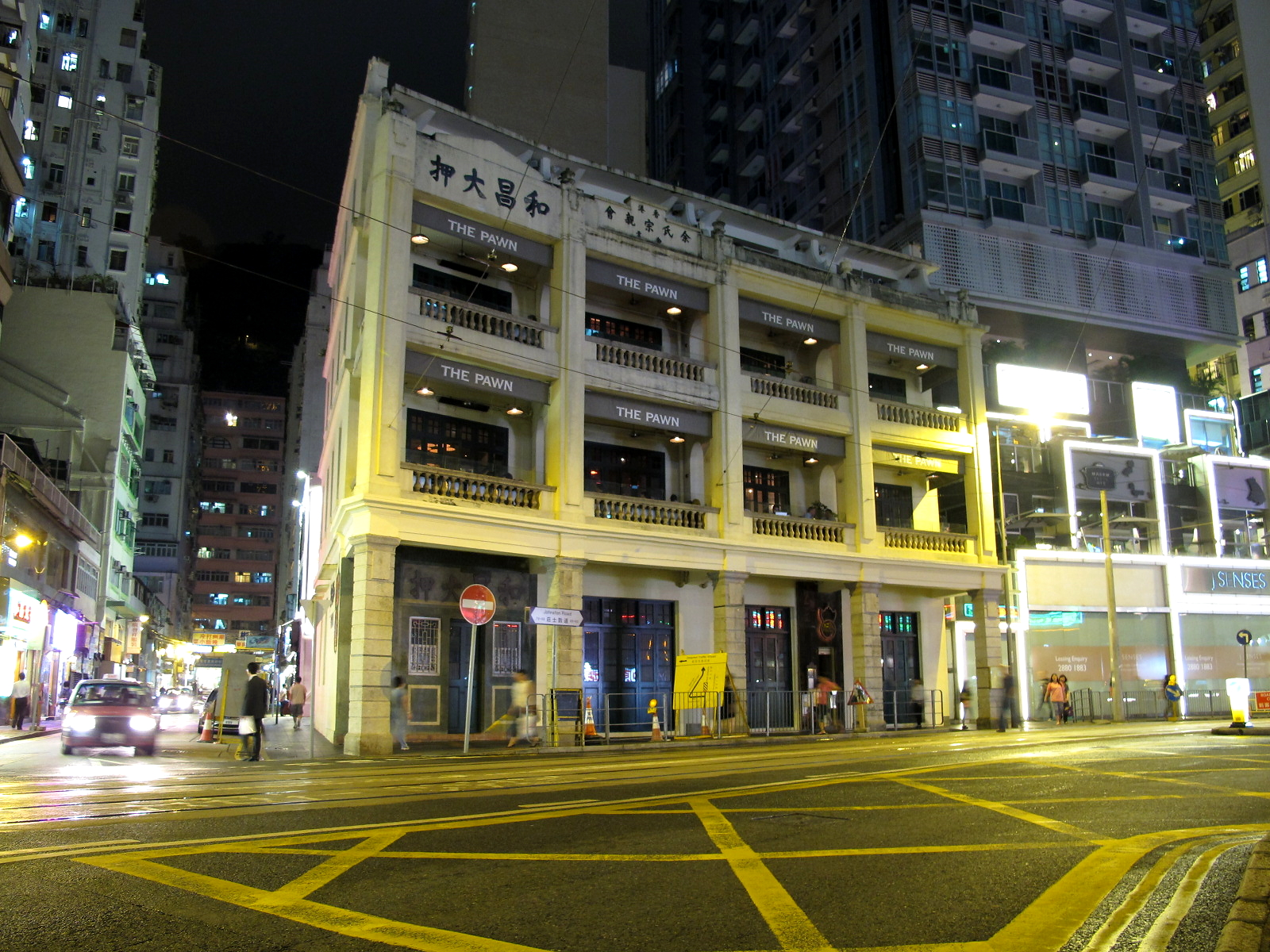
和昌大押已活化為高級特色餐飲

嘉薈軒（英語：J Residence），位於香港島灣仔莊士敦道60號，單幢服務式豪宅，由嘉華國際集團與市區重建局共同合作發展。住宅樓層由7樓至40樓，共有381個住宅單位。其中7樓至39樓為標準單位樓層，每層13伙，不設13、14、24、34字樓，每層亦不設04、13、14號單位。40樓為Penthouse，設4個複式單位。地下至3樓為商用樓層，於2007年12月入伙，至於41至43樓為Club House 。
美國中檔時裝品牌Tommy Bahama，香港首間旗艦店於2012年10月開張。在嘉薈軒地下1B號舖，約5824方呎，月租約90萬元，呎租約155元。
2018年11月19日，美國漢堡包快餐店Five Guys（五兄弟）在嘉薈軒地下1B號舖開出亞洲首間分店，以每月60萬元承租，呎租約103元。
嘉薈軒鄰近街道包括東面大王東街、西面船街、南面近皇后大道東、北面為莊士敦道。

## 歷史
嘉薈軒所在重建項目是市區重建局於2002年3月推出的首批重建項目之一，並於2004年由嘉華國際集團力壓其餘13家發展商，奪得重建項目發展權。
重建項目招標條款中指出，市建局及發展商將分別持有商業樓面四及六成的業權，5至6年內不能散賣，投標者須向市建局提出租金保證。

## 特色
嘉薈軒發展範圍內保留了5座有歷史價值的戰前建築物，當中包括莊士敦道60-66號的一列四幢的廣州式騎樓（即和昌大押）及船街18號的商住樓。

## 鄰近
- 和昌大押
- 盧押道
- 修頓球場
- 灣仔洪聖古廟

## 事件

### 染愛滋病醫生跳樓身亡
2012年1月12日凌晨5時許，居住於嘉薈軒39樓11室的一名東區醫院34歲外科男醫生從寓所露台墮樓身亡，屍體斷成兩截，事後被證實為一名愛滋病帶菌者，疑因工作壓力過大或健康問題尋死。

### 天台游泳池泳客心臟病發身亡
2012年6月，居住於嘉薈軒的一名57歲澳洲籍家庭製品公司財務總監，在天台游泳池游早泳時，心臟病發身亡。

### 萬聖節雙屍兇殺案
2014年11月1日凌晨3時許，嘉薈軒31樓一單位揭發雙裸屍兇殺命案，一名29歲英籍疑兇涉嫌謀殺被捕。疑兇持有香港身分證，報稱於香港一間美資銀行任投資交易員，每月以2.6萬元租住上述單位。該男子於家中報案指發生事故，警員到場發現一名30歲的南亞裔性工作者全身赤裸倒臥血泊中，喉嚨被割破，大量流血，當場證實死亡。至中午，警方在單位調查期間，打開合上的露台玻璃門時，發現放在露台上的一個行李箱藏有另一具25歲印尼籍女死者屍體，已死去約3至4天，亦同樣被割破喉嚨，頭顱幾近脫落，屍身開始腐爛並發臭，並有屍蟲出現，報案的29歲英籍男子涉嫌謀殺兩名女子被扣留調查。重案組探員在屋內檢走多件利器，包括一柄疑是兩案兇器的1呎長牛肉刀，疑兇的手機藏有約2千張涉案情況的照片。至傍晚6時許，警員在單位內搬走逾120件證物，當中包括藏屍皮篋，抬出時傳出濃烈臭味，另有衣架及牀褥等。疑兇其後被帶往灣仔警署扣查。警方又通知律師及英國駐港總領事館人員到警署協助。
2016年11月8日，陪審團一致裁定英藉被告Rurik Jutting兩項謀殺罪成，依例判處終身監禁。

### 墮樓命案
2015年3月22日傍晚，15樓單位發生墮樓命案，35歲事主因工作問題自殺，送院搶救後證實死亡。

## 外部連結
- 灣仔嘉薈軒官方網址
- 灣仔嘉薈軒商場JSenses官方網址（页面存档备份，存于）
- 灣仔嘉薈軒圖則（页面存档备份，存于）
- 灣仔嘉薈軒地圖（页面存档备份，存于）
- 灣仔嘉薈軒資料（页面存档备份，存于）